# Чучепала
Чучепала (рос. Чучепала) — присілок в Лешуконському районі Архангельської області Російської Федерації.
Населення становить 21 особу. Входить до складу муніципального утворення Койнаське муніципальне утворення.

## Історія
Від 1937 року належить до Архангельської області.
Від 2004 року належить до муніципального утворення Койнаське муніципальне утворення.

## Населення
| 2002 | 2010 | 2012 |
| ---- | ---- | ---- |
| 43   | ↘23  | ↘21  |